# Horanie Szerstniańskie
Horanie Szerstniańskie – dawny folwark. Tereny, na których leżał, znajdują się obecnie na Białorusi, w obwodzie witebskim, w rejonie głębockim, w sielsowiecie Plisa.

## Historia
W czasach zaborów w powiecie dzisieńskim, w guberni wileńskiej Imperium Rosyjskiego.
W latach 1921–1945 folwark leżał w Polsce, w województwie wileńskim, w powiecie dziśnieńskim, w gminie Plisa.
Według Powszechnego Spisu Ludności z 1921 roku zamieszkiwało tu 8 osób, wszystkie były wyznania rzymskokatolickiego i zadeklarowały polską przynależność narodową. Był tu 1 budynek mieszkalny. W 1931 w 4 domach zamieszkiwało 18 osób.
Wierni należeli do parafii rzymskokatolickiej w Zadorożu. Miejscowość podlegała pod Sąd Grodzki w Głębokiem i Okręgowy w Wilnie; właściwy urząd pocztowy mieścił się w Plissie.